# Foldøy
Foldøy est une île de la kommune de Suldal, située à l’entrée du Sandsfjorden. Sa superficie est de 1,1 km2 (1160 acres) et en 2013, l’île comptait environ 20 habitants. Elle a des liaisons par ferry avec Jelsa, Hebnes et Nedstrand, et sur Finnøy 2 fois par jour. La liaison est exploitée par Norled avec les navires MF Foldøy et MF Sjernarøy.

## Historique

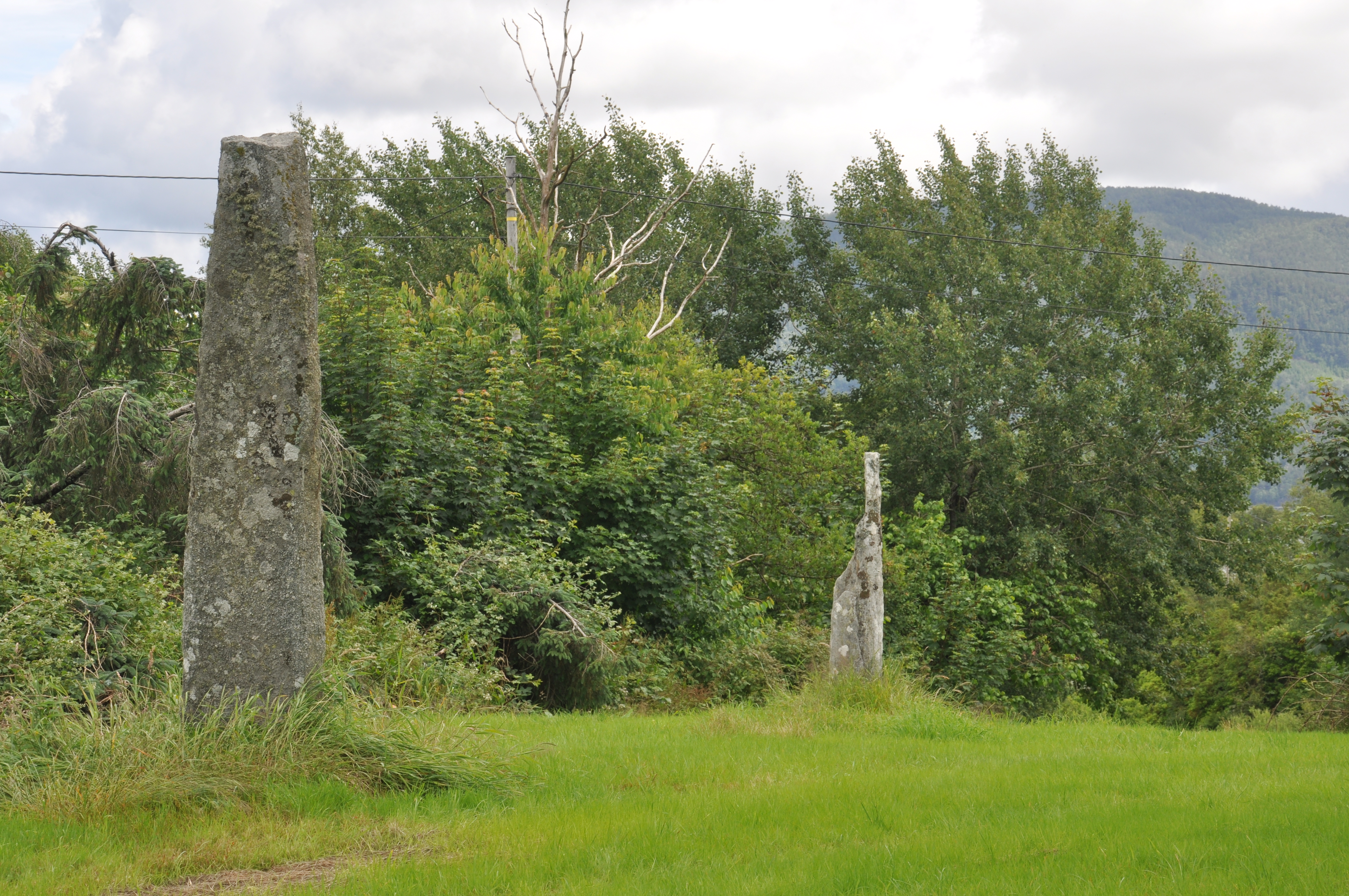
Kjempesverda. Menhirs sur Foldøy

Les découvertes de tombes qui ont été faites indiquent que Foldøy est habitée depuis 2000 ans. Les premières sources écrites datent d'environ 1275. Les premières mentions écrites de résidents de Foldøy datent de 1519, lorsqu’un certain Ivar y vivait. C’est l’évêque Torgils de Stavanger qui a donné la moitié de l’île comme revenu pour un hôpital nouvellement établi près de l’église Saint-Pierre dans la ville.
Par la suite, la ferme a été principalement divisée en deux utilisations jusqu’à ce que le premier major Johan Jacob von Fasting achète toute l’île en 1757. Fasting  était d’Os (Hordaland) près de Bergen. Bien qu’il soit constamment question du « général sur Foldøy », Fasting ne devint que lieutenant général. Le « général » est mort en 1790 et l’île a été vendue hors de sa famille en 1793.
En 1878, Sven Foldøen, "Ryfylkebisen", est né sur le moulin Midbø. Il est devenu un émissaire central et marqué dans la première partie des années 1900.
Plusieurs découvertes archéologiques ont été trouvées sur l’île, mais lors d’une nouvelle culture en 1907, une grande découverte de trésor viking a été trouvée à Sandvika. Sous un rocher à seulement 20 cm sous terre se trouvait une collection de 776 pièces d’argent. On croit qu’elles ont été enterrées vers 1055.
La population de Foldøy a diminué au fil des ans, mais c’est une station balnéaire établie, avec plus de 70 maisons de vacances. Un bateau a également été construit en 2013.

## Évolution de la population
| 1665 | 1701 | 1758 | 1801 | 1825 | 1835 | 1845 | 1865 | 1875 | 1891 | 1900 | 1910 | 1950 | 1980 | 2000 |
| ---- | ---- | ---- | ---- | ---- | ---- | ---- | ---- | ---- | ---- | ---- | ---- | ---- | ---- | ---- |
| 12   | 12   | 14   | 27   | 37   | 55   | 57   | 90   | 94   | 77   | 80   | 94   | 73   | 20   | 10   |